# Feira Grande
Feira Grande est une municipalité brésilienne dans l'État de l'Alagoas.